# پرنود ریکارد
پرنود ریکارد (به فرانسوی: Pernod Ricard) شرکت فرانسوی تولیدکننده نوشیدنی‌های تقطیری است. محصولات اپونیم این شرکت، عبارتند از: پرنود آنیسه و ریکارد پاستیس، که هر دو لیکور با طعم انیسون می‌باشند و اغلب به عنوان پرنود یا ریکارد خوانده می‌شوند. این شرکت همچنین انواع مختلفی از پاستیس را تولید می‌کند.
پس از پایان ممنوعیت ابسنث، پرنود ریکارد توسط شرکت پرنود فلس، که تولیدکننده ابسنث بود، ایجاد شد. این شرکت در حال حاضر، یک شرکت کنگلومرا (فعال در چند صنعت) بوده و در سراسر جهان فعالیت می‌نماید.
پرنود ریکارد مالک بخش تولید نوشیدنی‌های تقطیری شرکت سیگرم است، که در کنار دیگر شرکت‌های تابعه این کمپانی، فعالیت می‌کند. در سال ۲۰۰۵، شرکت پرنود ریکارد، رقیب بریتانیایی خود، شرکت آلید دومک پی‌ال‌سی را خریداری کرد. در سال ۲۰۰۸ نیز، پرنود ریکارد شرکت سوئدی وی&اس را بدست آورد.
این شرکت سوئدی، تولیدکننده ودکا ابسلوت می‌باشد.
از محصولات این شرکت می‌توان به ویسکی بلنتاین و شیواس ریگل و ودکای ابسلوت ودکا اشاره کرد.